# 제임스 모리슨 (축구 선수)
제임스 클라크 모리슨(James Clark Morrison, 1986년 5월 25일, 잉글랜드 달링턴 ~ )은 잉글랜드 출신 전 프로 축구 선수로, 포지션은 미드필더이다.